# Pistolet maszynowy PPD
Pistolet maszynowy PPD, ros. Пистолет Пулемёт Дегтярёва (ППД); trl. Pistolet pulemiot Diegtariowa (PPD) – radziecki pistolet maszynowy z pierwszego okresu II wojny światowej, następnie wyparty przez podobny do niego, znacznie popularniejszy pistolet maszynowy PPSz („pepesza”).

## Historia konstrukcji

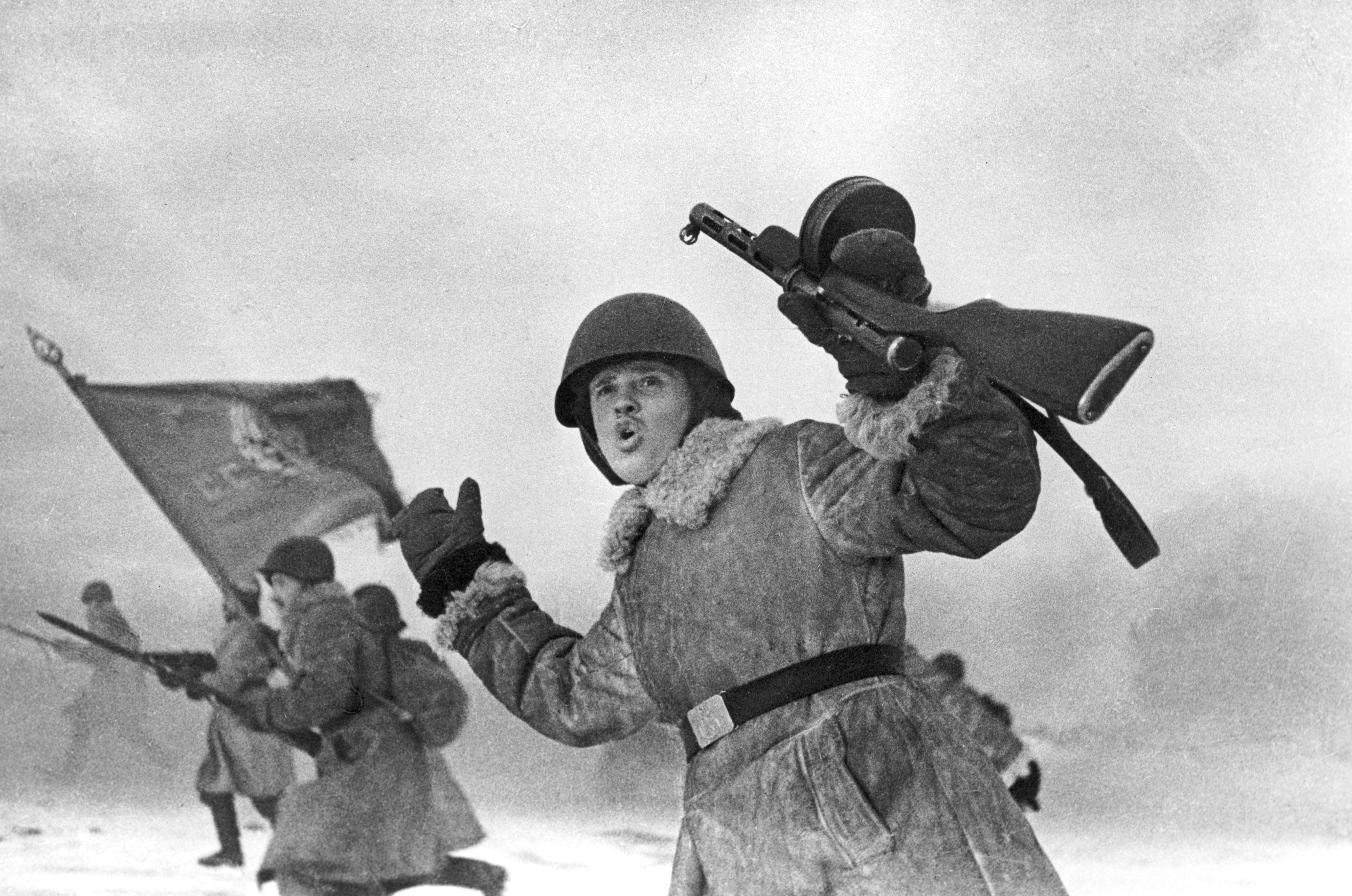
Czerwonoarmista uzbrojony w pistolet maszynowy PPD.

Prace nad pistoletami maszynowymi prowadzono w ZSRR od połowy lat 20. XX w. Przez pierwszych kilka lat nie powstała żadna udana konstrukcja. Podstawowa przyczyna niepowodzeń tkwiła w rodzaju amunicji, którą próbowano je zasilać. Były to naboje 7,62 × 38 mm R, używane w przepisowej broni bocznej Armii Czerwonej – rewolwerze Nagant wz. 1895. Była to amunicja teleskopowa (pocisk schowany wewnątrz łuski) z wystającą kryzą, nie nadająca się do zasilania broni automatycznej.
Po przyjęciu do uzbrojenia w 1930 roku pistoletu TT oraz amunicji 7,62 × 25 mm prace wznowiono. Początkowo rezultaty nie były zbyt zachęcające. Nowe konstrukcje były skomplikowane i zawodne, w konsekwencji kolejno odrzucane w trakcie prób. Konstrukcją przełomową okazał się pistolet maszynowy Diegtariowa – PPD-34. Został on przyjęty do uzbrojenia w styczniu 1935 roku. Produkcja początkowo niewielka (do 1936 roku wyprodukowano tylko 67 sztuk), na większą skalę rozpoczęła się w 1937 roku. Zaczęto wtedy produkować ulepszoną wersję PPD-34/38 wyposażona między innymi w bagnet.
Produkcję PPD-34/38 zakończono w 1939 po wyprodukowaniu ok. 4100 egzemplarzy, ponieważ uznano pistolety maszynowe za broń nieperspektywiczną. Miały je zastąpić karabiny samoczynne na nabój pośredni. Decyzja okazałą się przedwczesna. Nowy nabój, ani broń nim strzelająca, nie powstały i Armia Czerwona przystąpiła do wojny z Finlandią bez indywidualnej broni maszynowej. Efekty były opłakane. O ile na dużych dystansach piechota obu stron miała porównywalną siłę ognia, to przy dystansach poniżej 200 metrów przewaga Finów, uzbrojonych w pistolety maszynowe Suomi, była olbrzymia. Z tego powodu Armia Czerwona musiała sięgnąć po wycofany z uzbrojenia w 1925 roku i zalegający w magazynach karabin automatyczny Fiodorowa, który zasilany był niestandardową japońską amunicją (6,5 × 50 mm).
Doświadczenia wojny radziecko-fińskiej otrzeźwiły radzieckich decydentów i w styczniu 1940 roku wznowiono produkcję zmodernizowanego PPD zasilanego z magazynków identycznych z magazynkami Suomi. Pistolety PPD miały dwupozycyjne wyprowadzenie nabojów z magazynka, natomiast Suomi jednopozycyjne. Aby magazynek bębnowy mógł być zastosowany w PPD należało przekonstruować zamek lub obciąć jedną szczękę magazynka (inaczej zamek nie domykał się). Pod presją czasu Diegtariow wybrał drugie rozwiązanie, co skutkowało częstszymi zacięciami. Pomimo tej wady do końca roku wyprodukowano około 80 tysięcy pistoletów maszynowych PPD-40. Jednocześnie ogłoszono konkurs na nowy pistolet maszynowy. Nowa konstrukcja miała być łatwiejsza i tańsza w produkcji niż PPD-40. Diegtariow kolejny raz zmodernizował swój pistolet maszynowy, jednak jego broń okazała się pod każdym względem słabsza od pistoletu maszynowego skonstruowanego przez G.S. Szpagina, który został przyjęty do uzbrojenia jako PPSz. Mimo to, wyprodukowane już pistolety pozostały w uzbrojeniu wojska. Niewielkie ilości PPD znalazły się nawet w uzbrojeniu polskiej 1 Dywizji Piechoty im. T. Kościuszki, gdzie nie był bronią typową (po wojnie, w 1950 roku wykazywano jeszcze 22 sztuki w Wojsku Polskim). Pistolet maszynowy PPD nie był eksportowany, ale zdobyczne egzemplarze tej broni znalazły się na uzbrojeniu armii fińskiej i Wehrmachtu (niemieckie oznaczenia MP 716(r) (PPD-34/38) i MP 715(r) (PPD-40)).

## Opis konstrukcji
Pistolet maszynowy PPD wz. 1940 jest indywidualną bronią samoczynno-samopowtarzalną. Zasada działania oparta na odrzucie swobodnym zamka. Strzelanie z zamka otwartego, ogniem pojedynczym lub seriami. Zasilanie magazynkowe (magazynki pudełkowe 20-nabojowe) lub bębnowe (73- a później 71-nabojowe). Przyrządy celownicze składają się z muszki i nastawnego celownika krzywiznowego.